# 西本秀樹
西本 秀樹（にしもと ひでき、1958年 - ）は日本の工学者、経済学者。工学博士。龍谷大学経済学部教授。専門分野は、情報政策、電子政府評価、経済データ分析、データベース構築論。

## 来歴
兵庫県神戸市出身。神港学園神港高等学校卒業。
慶應義塾大学大学院管理工学専攻修了（1982年）、
同大学大学院博士課程理工学研究科管理工学専攻単位取得退学（1984年、図書館情報大学赴任のため）、工学博士（慶応義塾大学）。1981年Software AG of Far East, Inc.技術部勤務。1983年姫路短期大学（現兵庫県立大学）経営情報学科、図書館情報大学（現筑波大学）文部教官助手、龍谷大学（情報学科コース）助教授、関西大学総合情報学部教授を経て、龍谷大学経済学部現代経済学科教授。2004年同学長補佐（～2005年3月）、2005年同情報メディアセンター長（～2006年3月）、2006年Queen’s University of Belfast 客員教授、2008年龍谷大学情報メディアセンター長（～2010年3月）、2009年Nottingham University Business School 客員教授、2010年龍谷大学経済学部長、学校法人龍谷大学理事（～2014年3月、2期）、2017年4月同高大連携推進室長（～2018年4月）、2018年5月同学長補佐（～2025年3月）。2025年4月京都女子大学教授、特命副学長。